# Ruth Osburn
Ruth I. Osburn (Shelbyville, 24 aprile 1912 – Tucson, 8 gennaio 1994) è stata una discobola statunitense.
Partecipò ai Giochi olimpici di Los Angeles 1932 aggiudicandosi la medaglia d'argento nel lancio del disco con la misura di 40,12 m, valido come record olimpico fino all'ultimo lancio della connazionale Lillian Copeland, che concluse la gara con la misura di 40,58 m, che le valse la medaglia d'oro e il nuovo record olimpico.

## Palmarès
| Anno | Manifestazione  | Sede        | Evento           | Risultato | Prestazione | Note |
| ---- | --------------- | ----------- | ---------------- | --------- | ----------- | ---- |
| 1932 | Giochi olimpici | Los Angeles | Lancio del disco | Argento   | 40,12 m     |      |